# Toxicodendron pubescens
El roble venenoso atlántico, Toxicodendron pubescens, es una planta que crece en la costa oriental de América del norte y destaca por su capacidad de causar sarpullido e increíble picazón. Su pariente es el roble venenoso del Pacífico.

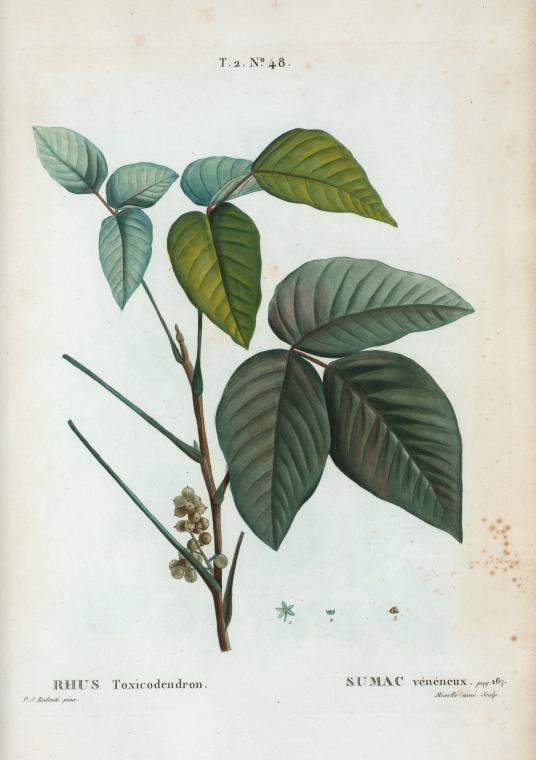
Ilustración

## Descripción
Es  un arbusto erecto que puede crecer hasta 1 m de altura. La hojas son de 15 cm de largo, alternas, con tres foliolos en cada uno. Los foliolos son por lo general peludos, y son variables en tamaño y forma, pero más a menudo se asemeja a las hojas del roble blanco, por lo general se vuelven amarillas o anaranjadas en el otoño. El fruto es pequeño, redondo y de color amarillento o verdoso.

## Dermatitis de contacto
Todas las partes de esta planta contienen urushiol, que puede causar severa dermatitis en las personas sensibles. El riesgo de exposición se puede reducir al aprender a reconocer y evitar esta especie y usar ropa que cubra los brazos y las piernas. La ropa contaminada debe ser lavada antes de su uso o su posterior utilización.

## Efectos
Los efectos del roble venenoso son similares a los de la hiedra venenosa. Empieza produciendo una picazón severa que se convierte en inflamación, haciendo aparecer protuberancias no coloreadas y luego ampollas al rascarse.

## Taxonomía
Toxicodendron pubescens fue descrita por (DC.) F.A.Barkley y publicado en The Gardeners Dictionary: . . . eighth edition Toxicodendron no. 2, en el año 1768.
Etimología
Toxicodendron: nombre genérico que deriva de las palabras griegas: τοξικός (toxikos), que significa "veneno", y δένδρον (dendron), que significa "árbol".
pubescens: epíteto latino que significa "con pelos".
Sinonimia
| - Cotinus radicans (L.) Borkh. - Cotinus toxicodendron (L.) Borkh. - Philostemon toxicodendron (L.) Raf. - Rhus acutiloba Turcz. - Rhus humilis Salisb. - Rhus lobata Hook. - Rhus microcarpa Steud. - Rhus scandens Salisb. | - Rhus toxicodendron L. - Rhus varielobata Steud. - Toxicodendron magnum Bertram ex Steud. - Toxicodendron serratum Mill. - Toxicodendron toxicodendron (L.) Britton - Toxicodendron volubile Mill. - Toxicodendron vulgare Mill. |

## Nombres comunes
- árbol de las pulgas, tosiguero, zumaque venenoso.[5]